# Пи (буква)
Π, π (название: пи, греч. πι, др.-греч. πῖ) — 16-я буква греческого алфавита. В системе греческой алфавитной записи чисел имеет числовое значение 80. Происходит от финикийской буквы 𐤐 — пе. От буквы пи произошли латинская буква P и кириллическая П. В греческом языке буква пи передаёт звук [p].

## Обозначения
Прописная буква Π обозначает:
- Произведение множителей {\displaystyle \textstyle \prod } в математике (аналогично букве {\displaystyle \textstyle \sum } сигма, обозначающей сумму).
- Потенциальную энергию.
- Есть П-теорема в анализе размерностей.

Строчная π обозначает:
- Математическую константу π ≈ 3.14159…, отношение длины окружности к её диаметру в евклидовой геометрии. В Древней Греции она также иногда обозначала периметр (от др.-греч. περίμετρον).
- Функцию {\displaystyle \pi (x)} — количество простых чисел, не превосходящих {\displaystyle x}.
- Матрицу вероятностей переходов в марковских процессах с непрерывным временем.
- Осмотическое давление в химии.
- Элементарную частицу пи-мезон, или пион.
- Один из видов ковалентной химической связи.
- Уровень инфляции в макроэкономике
- Прибыль в микроэкономике.
- Параллакс в астрономии.